# 鄭雅勻
鄭雅勻（Selina Cheng，1994年10月28日—），畢業於世新大學圖文傳播暨數位出版學系，因參與2013年伊林娛樂第二屆「伊林璀璨之星」女模組獲第三名與最上鏡頭獎，並藉此成為伊林娛樂的模特兒。另於璀璨之星比賽期間也和其他參賽者角逐麗寶樂園馬拉灣M girl，最後奪得M girl冠軍以及最佳現場人氣獎。2014年參加世新大學第十一屆舍我盃全國歌唱大賽，表演歌曲為〈Sway〉。亦是定期在YouTube上發表保養美妝、時尚穿搭資訊的影音部落客。於2016年參加選秀實境節目《超強17練習生》，參賽期間赴韓國FNC演藝學院受訓，獲女團AOA讚賞最具隊長風範，總決賽後獲得第五名。而由於雅勻有美妝部落客的身分，所以也有不少女粉絲，其YouTube頻道於2016年7月11日訂閱人數突破10萬人，遂於8月14日在台北市香樹花園酒店舉辦「雅勻夏日泳池派對」大型售票粉絲見面會。2017年5月出書《Oh！My 立體無瑕4K女神妝》，實體通路於5月9日發行，網路通路則於5月11日發行。

## 經歷
- 中天娛樂台《正妹小廚娘》助理主持[18]
- 中天娛樂台《麻辣同學會》節目來賓
- 中天綜合台《超強17練習生》第五名[19]
- 台灣運彩代言人：運彩甜心 (Sweet Heart) 團員[20]，發行數位單曲—〈夢想比天高〉[21]
- 中視數位台《美好年代》飾演：江心怡，江心遠的姊姊
- 《柯夢波丹時尚雜誌》美妝專欄作者
- YouTube 2016、2017年度推廣大使
- 中天綜合台《麻辣天后傳》〈大仁哥！我真的「不會」愛你〉來賓
- 中天綜合台《麻辣天后傳》〈女孩的泳裝心機大公開〉來賓
- TEDxYouth @XinglongPark (興隆公園) 《夢想如何實現？》主講人[22][23]
- 台北市內湖區“嘉禾產後護理之家”推薦人[24][25][26][27]

## 得獎名次
- 2013馬拉灣女孩M girl冠軍和最佳現場人氣獎
- 2013伊林娛樂第二屆璀璨之星女模組獲得 第三名
- 2013伊林娛樂璀璨之星 最上鏡頭獎
- “2023網紅大翻車”十大翻車網紅[28]

## 著作
- . PCuSER電腦人文化 (創意市集). 2017  [2017-05-11]. ISBN 9789869434126. （原始内容存档于2024-03-29）.

## 個人生活與爭議
鄭雅勻曾與一名留美青年「K」穩定交往兩年，雙方屬於遠距離戀愛。2018年11月18日，兩人因個性不合而分手。
2020年，鄭雅勻在個人社群媒體上宣布與來自彰化鹿港、具黑道背景的男子「張旭昇」結婚。兩人是透過名模錢帥君而認識的，並在交往一年後闪婚。婚後兩個月，鄭雅勻宣布懷孕。2020年10月2日，鄭雅勻在台北市內湖區“禾馨民權婦幼診所”，以自費腹膜外剖腹生產的方式，產下長女Melissa。
2022年11月，檢警徹查洗錢及地下匯兌案，主嫌為名模錢帥君的男友郭哲敏。案件爆發前，郭哲敏已逃到美國，檢方發布通緝令。鄭雅勻的老公張旭昇也是該洗錢案嫌疑人之一。
2023年1月4日，鄭雅勻在Instagram發出全黑圖片，宣布已向張男訴請離婚。
鄭雅勻表示：「對於這些完全違背社會價值觀的事件，我保證我個人從未參與。然而事發至今因為始終無法聯繫上先生，故一直無法給大家正面交代，在此跟每一位耐心等待我回覆的粉絲及媒體朋友再次說聲抱歉。在煎熬幾週後，我已經在11月23日委託律師辦理離婚的訴訟申請。這陣子對我來說是有生以來最艱難的日子，但我還是必須做好母親的角色，獨自照顧好孩子。最後謝謝大家這陣子的關心，也再次，鄭重地致上我最深的歉意。」
2023年2月23日，新北地檢署對涉案人依違反《洗錢防制法》等罪起訴，張旭昇因潛逃，遭檢方通緝。
2023年8月，張旭昇向檢警投案。
2023年11月，新北地檢署依《刑法》賭博罪、《組織犯罪條例》、《銀行法》、《洗錢防制法》等罪嫌，起訴張旭昇。

## 外部連結
- 鄭雅勻的YouTube頻道 （页面存档备份，存于）
- 鄭雅勻的Facebook專頁 （页面存档备份，存于）
- 鄭雅勻的Instagram專頁
- 鄭雅勻的微博專頁 （页面存档备份，存于）
- 鄭雅勻的痞客邦頁面 （页面存档备份，存于）
- 伊林娛樂經紀公司：鄭雅勻 （页面存档备份，存于）